# Венгерская жужелица
Жужелица венгерская (лат. Carabus hungaricus) — жук из семейства жужелиц.

## Описание
Жук длиной 21—30 мм, черного цвета. Переднеспинка широкая, без краевых щетинконосных пор, надкрылья сильно выпуклые, со сглаженными промежутками и крупными у подвида C. h. scythus или плоскими, у подвида C. h. mingens, ямками. У отдельных экземпляров имеют место уплощенные первичные промежутки.

## Подвиды
- Carabus (Pachystus) hungaricus mingens Quensel, 1806: — В России распространён на Кавказе.
- Carabus (Pachystus) hungaricus scythus Motschulsky, 1847: — В России распространён на юге европейской части.
- Carabus (Pachystus) hungaricus cribellatus M.F.Adams, 1812: — В России распространён от Урала до Якутии.
- Carabus (Pachystus) hungaricus gastridulus
- Carabus (Pachystus) hungaricus frivaldskyanus
- Carabus (Pachystus) hungaricus hungaricus Fabricius, 1792:

## Биология вида
Жуки и личинки — хищники-полифаги: питаются червями, слизнями, личинками жуков-щелкунов и некоторыми другими беспозвоночными. Жуки встречаются с мая по сентябрь. Активны преимущественно ночью. Личинки развиваются летом. Зимуют жуки.

## Местообитания
Целинные степи, с преимущественно полынно-злаковой растительностью и в прилегающих к ним биотопах — лесополосы, луга, в горных степях до высоты 1200 м н.у.м. .

## Ареал
Украина, Молдавия, Грузия, Австрия, Чехия, Венгрия, Румыния, Словакия.
В России встречается от Воронежской и Саратовской областей на севере до Краснодарского и Ставропольского краев, Кабардино-Балкарии и Дагестана на юге.
Находки в северной части ареала на территории России сделаны до 1940 года.

## Численность
Наибольшая сезонная численность отмечена в апреле-мае и сентябре-октябре. Сильное снижение численности из-за разрушения природных местообитаний вида. Основной лимитирующий фактор распашка целинных степей.

## Замечания по охране
Занесена в Красную книгу России (II категория — сокращающийся в численности вид)
Охраняется в заповедниках Северо-Осетинский и Галичья Гора